# Leptogenys

Schematische Darstellung von Leptogenys Arbeiterin, geflügeltes Männchen, ungeflügeltes Weibchen
(Wheeler, 1900)

Leptogenys elongata, schematische Darstellung der Larve
(Wheeler, 1900)

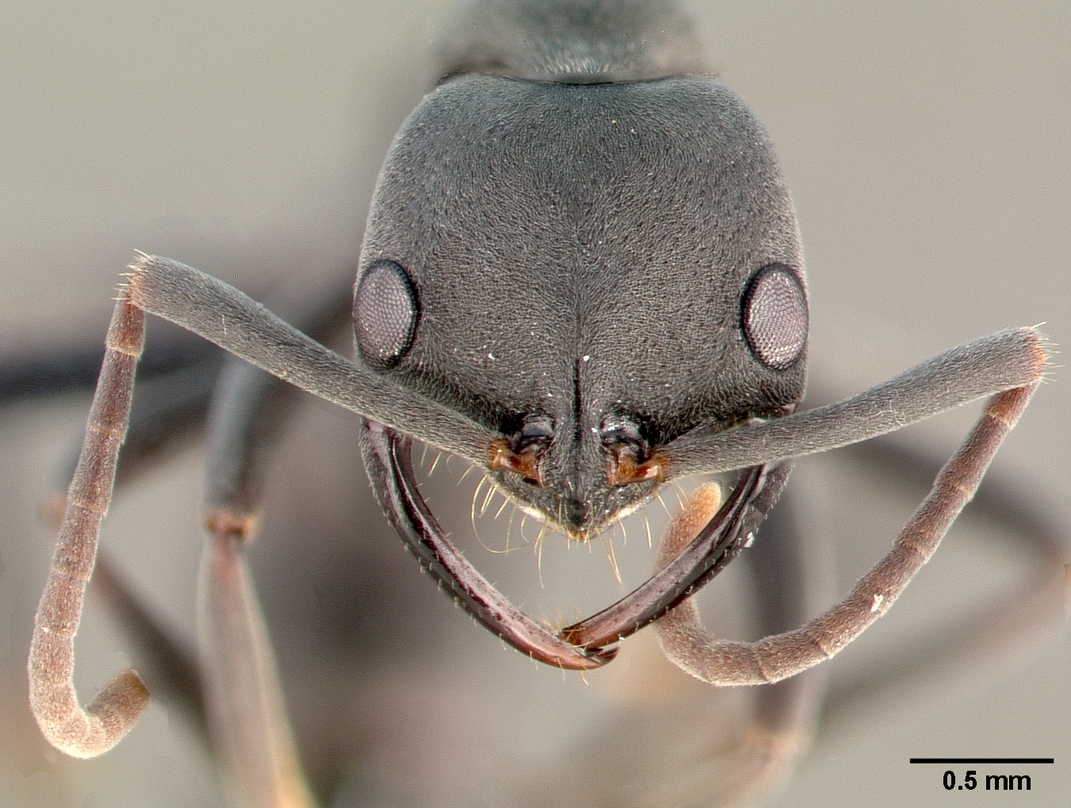
Kopf von Leptogenys falcigera

Leptogenys ist eine Gattung der Ameisen (Formicidae) aus der Unterfamilie der Urameisen (Ponerinae).

## Merkmale
Die Körpergröße der langen und dünnen Ameisen variiert stark. Die kleineren Arten haben eine Länge von etwa vier Millimeter, wohingegen bei den größten Arten die Gesamtkörperlänge bis zu 15 Millimeter beträgt. Die Mandibeln haben entweder eine dreieckige Grundform oder sind dünn und sichelförmig gekrümmt. Sie haben an der Kaufläche keine ausgeprägte Bezahnung, sondern nur einen einzigen Zahn an der Mandibelspitze. Der Kopfschild (Clypeus) ist nach vorne ausgebuchtet und reicht nah an die Mandibeln heran. Der Kopf wirkt langgezogen. Die Tibien des hinteren Beinpaares tragen jeweils einen kammartigen Sporn und einen weiteren, sehr viel kleineren Dorn. Leptogenys verfügen über einen wirksamen Giftstachel. Bei fast allen Arten, wenn nicht bei allen Arten, kann die Fortpflanzung von ergatomorphen Königinnen übernommen werden.

## Verbreitung
Diese Ameisen sind weltweit in tropischen Gebieten verbreitet. Dort besiedeln sie je nach Art entweder Regenwälder, oder aber aride Zonen. Es sind 314 Arten bekannt.

## Lebensweise
Die Nester werden sowohl oberirdisch in lockerem Bestandsabfall, als auch unter der Erde angelegt. Dabei dienen die oberirdischen Nester oft nur als zeitweilige Behausungen, wohingegen reine Erdnester auch über lange Zeiträume hinweg genutzt werden.
Die Arbeiterinnen jagen einzelgängerisch oder in Gruppen, sowohl am Tag, als auch in der Nacht. Gemeinsam können sie auch größere Beute ins Nest transportieren. Die zoophage Ernährung besteht überwiegend aus Insekten, Spinnentieren und anderen Gliederfüßern. Manche Arten haben sich auf Termiten, andere auf Asseln spezialisiert.

## Systematik
Unter anderem gehören folgende Arten zur Gattung Leptogenys:
- Leptogenys adlerzi
- Leptogenys attenuata
- Leptogenys bidentata
- Leptogenys diminuta
- Leptogenys hackeri
- Leptogenys tricosa

## Synonyme
Folgende Namen sind Synonyme für die Gattung Leptogenys:
- Dorylozelus Forel, 1915
- Lobopelta Mayr, 1862
- Microbolbos Donisthorpe, 1948
- Odontopelta Emery, 1911
- Prionogenys Emery, 1895